# Westpreußen (Schiff)
Die Westpreußen wurde 1940 als Fischdampfer für das Unternehmen Nordsee Deutsche Hochseefischerei gebaut und war nach der früheren preußischen Provinz Westpreußen benannt. Nach dem Kriegseinsatz als Hilfsminensucher M 1108 und U-Jagdboot UJ 1709 wurde sie von ihrer früheren Reederei wieder im Fischfang eingesetzt, bis sie 1960 abgewrackt wurde.

## Bau und technische Daten
Für die Nordsee Deutsche Hochseefischerei wurde das Boot wie weitere 14 Schwesterschiffe vom Typ Gauleiter Bürkel auf der Seebeck-Werft in Wesermünde auf Kiel gelegt. Das Boot erhielt die Baunummer 655, der Stapellauf erfolgte am 16. April 1940 als Westpreußen. Die Ablieferung an die Reederei fand im Juli 1940 statt; das Boot erhielt das Geestemünder Fischereikennzeichen PG 459.
Ihre Länge betrug 54,95 Meter, sie war 8,26 Meter breit und wies einen Tiefgang von 4,19 Metern auf. Ihre Tonnage betrug 1140 Tonnen beziehungsweise 487 BRT. Der Antrieb bestand aus einer Dreifach-Expansionsmaschine mit nachgeschalteter Abdampfturbine. Sie erzielte 750 PS, wirkte auf eine Schraube und brachte das Schiff auf 12,3 Knoten. Mit 12 Knoten Marschgeschwindigkeit hatte sie eine Reichweite von 7.000 Seemeilen bei 260 Tonnen Kohle. In der Kriegsmarine hatte sie eine Besatzung von 54 bis 63 Offizieren und Mannschaften. Als Bewaffnung trug sie zunächst ein 88-mm-Geschütz und zwei einzelne 20-mm-Flak. Während des Krieges wurde die Bewaffnung ab Mitte 1942 durch 37-mm-Flak und im Frühjahr 1944 durch eine 20-mm-Flak-Vierling sowie Raketenwerfer für Drahtseilraketen verstärkt.

## Geschichte
Unmittelbar nach ihrer Fertigstellung wurde die Westpreußen von der Kriegsmarine angefordert.

### Hilfsminensucher
Von der Kriegsmarine wurde das Schiff nach dem am 13. April 1940 erfolgten Untergang des zum Hilfsminensuchers umgebauten Fischkutters Dr. Eichelbaum (M 1108) als Ersatz dieses Schiffes Hilfsminensucher M 1108 in Zweitbesetzung.
Das Schiff wurde am 10. Oktober 1940 der im September 1939 neu gegründeten 11. Minensuchflottille zugeordnet und übernahm die Kennung M 1108. Diese Flottille war seit April 1940 im Sicherungsdienst vor der norwegischen Westküste eingesetzt und blieb dort bis zu ihrer Auflösung 1942.
Als im August 1942 die Flottille aufgelöst wurde, übernahmen die Mannschaften Minensuchboote vom Typ 40 und bildeten die neu gegründete 23. Minensuchflottille. Die Boote M 1108 und M 1106 (ex Roland) wurden der 17. Ujagdflottille als Ersatz für Verluste überstellt.

### U-Jagdboot
In der 17. Ujagdflottille bildeten die beiden Hilfsminenschboote den Ersatz für die versenkten U-Jager UJ 1708 und UJ 1709. Die vormalige UJ 1709 war das ehemalige Fischereifahrzeug Carl Kämpf mit etwa 600 BRT, das am 14. Oktober 1941 bei Lista von einem britischen Flugzeug versenkt wurde.
Diese Nummer wurde neu besetzt, als die Westpreußen vom Hilfsminensucher in ein U-Jagdboot umgebaut wurde und die Bezeichnung UJ 1709² erhielt. Nach Zuweisung an die Flottille im August 1942 wurden die beiden Ersatzboote zunächst in einer norwegischen Werft für die neue Aufgabe als U-Jäger nachgerüstet. Insbesondere benötigten sie eine neue Horch- und Unterwasserortungstechnik sowie eine verstärkte Waffenausrüstung. Angesichts der angespannten Werft- und Materiallage dauerte es mehrere Wochen, bis die Nachrüstung beendet werden und UJ 1709 am 23. Dezember 1942 in Dienst gestellt werden konnte.
Das Boot blieb im gesamten weiteren Verlauf des Krieges in Norwegen und war in Stavanger stationiert. Hauptaufgaben waren die Geleitsicherung von Nachschubtransporten, aber auch Minenschiffen oder U-Booten entlang der norwegischen Küste sowie U-Jagd-Patrouillen – insbesondere an der Halbinsel Stadlandet, wo die Schiffe die sichere Passage in den Schären zeitweilig verlassen und die Halbinsel runden mussten. Während der Geleite wurden immer wieder Luftangriffe, aber auch U-Boot-Angriffe abgewehrt. Dabei hatte die Geleitsicherung die Angreifer an gezielten Angriffen zu hindern und das Feuer auf sich zu ziehen. Über die gesamte Dauer des Krieges ist eine Beteiligung an der Versenkung eines gegnerischen Schiffes in der Literatur nicht nachweisbar, allerdings auch keine größeren eigenen Beschädigungen.

### Einsatz nach dem Krieg
Nach dem Zweiten Weltkrieg beschlagnahmte die amerikanische Besatzungsmacht das Schiff am 17. Juli 1947. Nach dem Rückbau zum Fischereischiff konnte die frühere Reederei, die Nordsee Deutsche Hochseefischerei, die Westpreußen unter ihrem alten Namen und dem neuen Fischereikennzeichen BX-400
wieder einsetzen. Die endgültige Rückgabe erfolgte mit dem Rückgabeabkommen 1954. Nach einigen Jahren im Fischfang verkaufte die Reederei das Schiff am 27. Juli 1960 an die Abwrackwerft „Eisen und Metall“ in Hamburg-Altenwerder.

## Besonderes
1959 wurde die Westpreußen im Film Nacht fiel über Gotenhafen nach dem Drehbuch von Frank Wisbar als Vorpostenboot benutzt.